# Hexan-2-ol
2-hexanol is een organische verbinding met als brutoformule C6H14O. Het is een ontvlambare kleurloze vloeistof met een kenmerkende geur, die slecht oplosbaar is in water. De stof reageert met sterk oxiderende stoffen. 2-hexanol bezit een chiraal centrum, waardoor er twee enantiomeren van bestaan.